# Vieska nad Žitavou
Vieska nad Žitavou (in ungherese Barskisfalud) è un comune della Slovacchia facente parte del distretto di Zlaté Moravce, nella regione di Nitra.